# Каррегейра
Каррегейра (порт. Carregueira)  —  район (фрегезия) в Португалии,  входит в округ Сантарен. Является составной частью муниципалитета  Шамушка. По старому административному делению входил в провинцию Рибатежу. Входит в экономико-статистический  субрегион Лезирия-ду-Тежу, который входит в Алентежу. Население составляет 2295 человек на 2001 год. Занимает площадь 98,81 км².
Покровителем района считается Святая Варвара (порт. Santa Bárbara). 

## История
Район основан в 1985 году.